# Jason Bay
Jason Raymond Bay (* 20. September 1978 in Trail, British Columbia) ist ein ehemaliger kanadischer Baseballspieler mit US-amerikanischer Staatsbürgerschaft in der Major League Baseball (MLB). Bay war Outfielder und stand während seiner Karriere bei fünf verschiedenen Teams unter Vertrag, zuletzt in der Saison 2013 bei den Seattle Mariners. 2014 wurde er in die Canadian Baseball Hall of Fame aufgenommen.

## Karriere

### Minor League und MLB-Debüt
Jason Bay wurde in der 22. Runde des MLB Draft 2000 von den Montreal Expos gewählt. Zuvor war er bei der Gonzaga University in Spokane aktiv. Dort war er zunächst im Short-Season A-Team in Burlington und ab 2001 im High Single-A Team in Jupiter aktiv. Am 24. März 2002 wurde Bay im Tausch mit Lou Collier an die New York Mets abgegeben. Kurz vor Ende der Transferperiode gaben die Mets ihn an die San Diego Padres weiter. Am 23. Mai 2003 bestritt Bay sein Debüt in der MLB. Mit seinem ersten Hit gelang ihm gleich Home Run. Zwei Tage nach seinem ersten Profispiel brach sich Bay das rechte Handgelenk infolge eines Hit by Pitch.

### Pittsburgh Pirates (2003–2008)

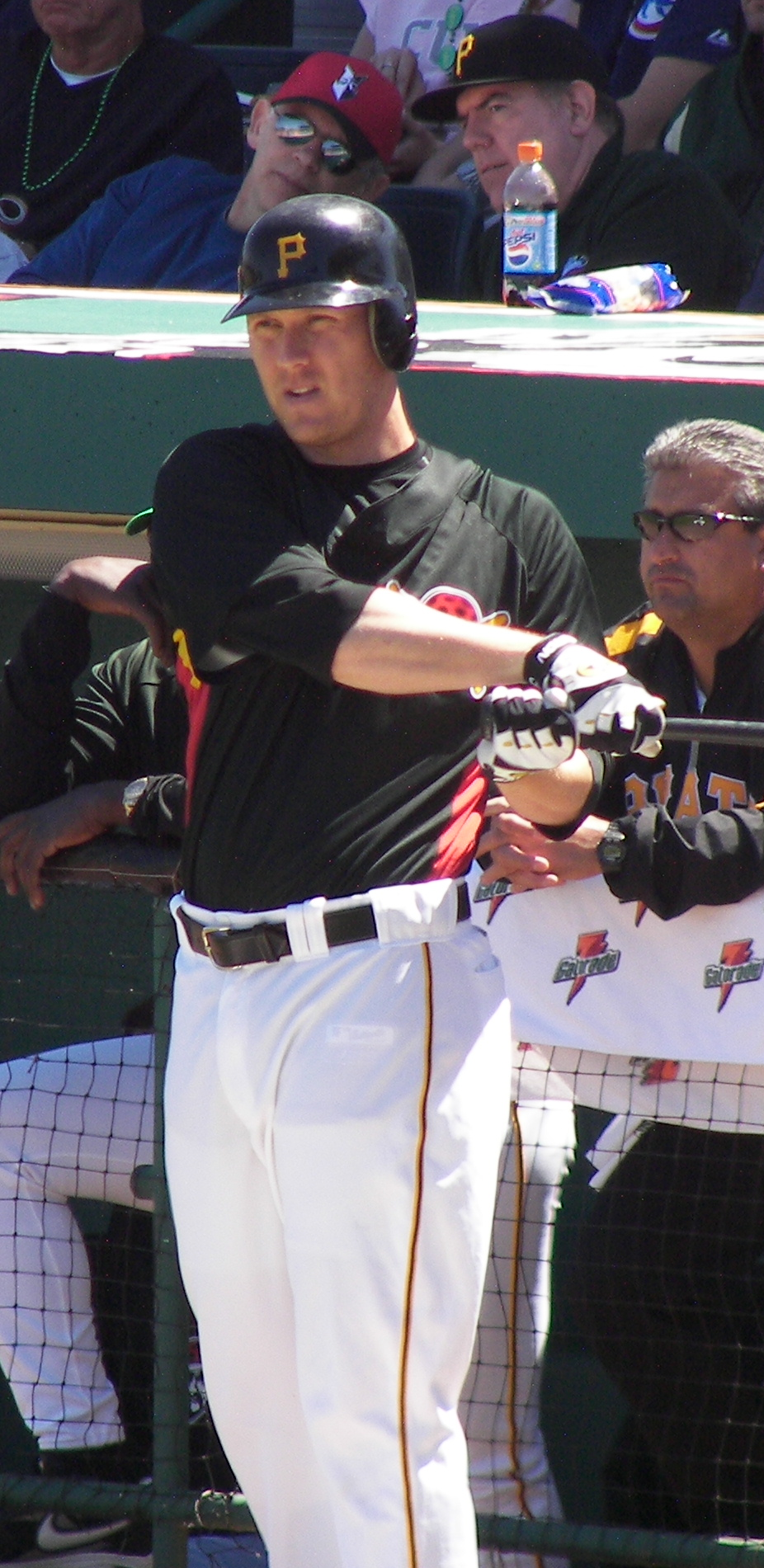
Jason Bay im Jersey der Pirates

Am 26. August 2003 wurde Bay an die Pittsburgh Pirates abgegeben. Er beendete die Spielzeit mit einem Batting Average von .287 und erzielte vier Home Runs und 14 RBIs in 30 Spielen.
Obwohl Bay den Saisonstart 2004 aufgrund einer Verletzung verpasste, konnte er am Ende der Spielzeit die beste Offensivleistung aller Rookies in der National League verbuchen. Dank 26 Home Runs, 82 RBI und einem Slugging Percentage von .550 erhielt er den MLB Rookie of the Year Award der National League.
Im Jahr 2005 wurde Bay erstmals für das All-Star Game ausgewählt. Allerdings war er nur Ersatzspieler und am Ende des Matches der einzige Spieler beider Teams, der keine Einsatzzeit bekam. Nach Ende der Saison verlängerte Bay seinen Vertrag in Pittsburgh um weitere vier Jahre. Der Vertrag sicherte ihm einen Verdienst von 18,25 Millionen US-Dollar.
In der Saison 2006 stellte Bay einen neuen Vereinsinternen Rekord auf. Im Mai gelangen ihm zwölf Home Runs, mehr als jemals zuvor ein Spieler der Pirates in einem Monat erreichte. Zudem wurde er diesmal als Starter in das All-Star Team gewählt.
Nach einer aufgrund Verletzungen eher durchschnittlichen Saison 2007 steigerte sich Bay im Jahr 2008 erneut und zeigte konstant gute Leistungen bis zum All-Star Break, nach der er Pittsburgh in Richtung Boston verließ.

### Boston Red Sox (2008–2009)

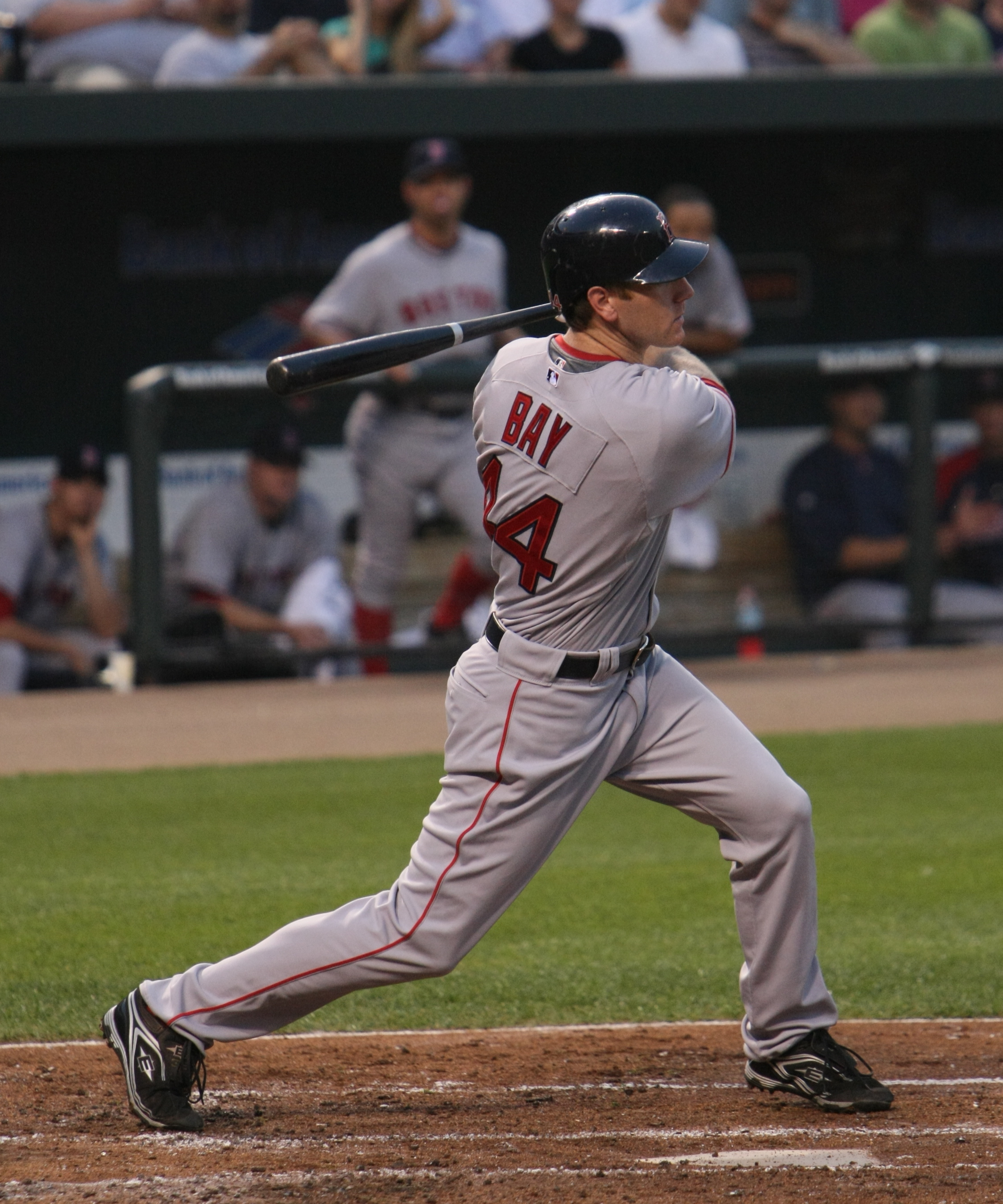
Bay im Trikot der Red Sox

Am 31. Juli 2008 wurde Jason Bay an die Boston Red Sox abgegeben. Bay fügte sich schnell in das Team ein und konnte diverse Erfolge verbuchen. Gleich bei seinem ersten Spiel im neuen Jersey erzielte er beide Runs für sein Team und konnte bis Ende der Regular Season noch acht Home Runs verbuchen. Zudem zog Bay erstmals in seiner Karriere in die Postseason einziehen. In den ersten beiden Spielen in der American League Division Series gegen die Los Angeles Angels of Anaheim gelang ihm jeweils ein Home Run. In der anschließenden American League Championship Series erzielte er den ersten Run der Serie gegen die Tampa Bay Rays. Der Einzug in die World Series 2008 blieb ihm und seinem Team nach einer Niederlage in Spiel 7 aber verwehrt.
Es folgte eine persönlich sehr erfolgreiche Saison 2009, in der Bay zum dritten Mal in seiner Karriere für das All-Star Game ausgewählt wurde und mit 36 Home Runs einen neuen persönlichen Rekord verbuchte. Zudem wurde er auf Platz 41 der 50 besten aktiven Spieler der Zeitschrift Sporting News gewählt.
Nach Saisonende lief Bays Vertrag aus und er wurde offiziell als Free Agent geführt.

### New York Mets (2010–2012)
Am 29. Dezember 2009 unterschrieb Bay einen auf 66 Millionen US-Dollar dotierten Vierjahresvertrag bei den New York Mets.
Von Seiten des Vereins war Omar Minaya verantwortlich für den Deal. Dieser hatte Bay bereits 2002 für kurze Zeit zu den Mets geholt. Jason Bay wurde am 5. Januar 2010 im Citi Field präsentiert.
Der erste Home Run für die Mets gelang Bay am 27. April 2010 im Spiel gegen die Los Angeles Dodgers. In seiner ersten Spielzeit in Queens gelangen Bay in 95 Spielen für seine Verhältnisse schwache sechs Home Runs und 47 Runs. Er erreichte einen Batting Average von .259. Im Laufe der Saison 2011 erzielte Bay den 200sten Home Run seiner Karriere, was vor ihm nur zwei weiteren in Kanada geborenen Spielern gelungen war, Larry Walker und Matt Stairs. Er beendete die Spielzeit mit einem Schlagdurchschnitt von 24,5 %, 12 Home Runs und 57 RBI. Die Saison 2012 war geprägt von einigen Verletzungen und für Bays Verhältnisse schwache Leistungen. So kam er nur in 70 Partien zum Einsatz und verbuchte mit 16,5 % den schlechtesten Schlagdurchschnitt seiner Karriere.
Am 7. November 2012 einigten sich die Mets und Bay darauf, den bestehenden Vertrag bereits ein Jahr vor Ablauf aufzulösen.

### Seattle Mariners (2013)
Jason Bay unterschrieb im Dezember 2012 einen Einjahresvertrag bei den Mariners, bei denen er in der Spielzeit 2013 noch zu 68 Einsätzen kam, bevor er am 6. August 2013 entlassen wurde.
Am 31. März 2014 gab Bay seinen Rücktritt vom aktiven Sport bekannt.

## Persönliches
Jason Bay hat zwei Töchter (geboren 2006 und 2008) mit seiner Ehefrau Kristen und lebt in Larchmont.
Bay hat eine drei Jahre jüngere Schwester namens Lauren Bay Regula, die als professionelle Softballspielerin aktiv ist und bei den Olympischen Sommerspielen 2004 und 2008 für das kanadische Team pitchte.
Am 2. Juli 2009 erhielt Bay in Boston die US-amerikanische Staatsbürgerschaft.